# Kvarntjärnen (Säfsnäs socken, Dalarna)
Kvarntjärnen är en sjö i Ludvika kommun i Dalarna och ingår i Norrströms huvudavrinningsområde.